# Santa Cruz (São Tomé i Príncipe)
Santa Cruz és una vila de São Tomé i Príncipe. Es troba al districte de Mé-Zóchi, al nord de l'illa de São Tomé. La seva població és de 129 (2008 est.).